# Zeche Brautkammer
Die Zeche Brautkammer ist ein ehemaliges Steinkohlenbergwerk in Dortmund-Stadtmitte im Emschertal. Sie ist eine der ältesten Zechen in Dortmund und sogar die älteste Zeche, die in Dortmund namentlich bekannt ist. Das Bergwerk ist auch unter den Namen Zeche An der Brautkammerer und Zeche Braut Kammer bekannt. Ab der zweiten Hälfte des 18. Jahrhunderts wurde das Bergwerk auch Zeche Alte Brautkammer oder Zeche Neue Brautkammer sowie Zeche Alte & Neue Brautkammer genannt.

## Geschichte

### Die Anfänge
Im Jahr 1647 wurde die Zeche erstmals urkundlich erwähnt. Die Stollenmundlöcher der Zeche befanden sich auf der Nordseite des Emschertales. Ab 1677 war die Zeche in Betrieb und schon vor dem Jahr 1726 wurde sie in Fristen gesetzt. Damit die Zeche wieder in Betrieb genommen werden konnte, wurden von dem Bergwerksbesitzer Wilhelm Schmieding beträchtliche Summen an den Lütticher Meister Lambert gezahlt, damit dieser die erforderlichen bergmännischen Arbeiten durchführen ließ. Da die obersten Kohlen abgebaut waren, musste der Abbau auf dem tieferen Teil der Zeche erfolgen. Die Arbeiten wurden zwischen 1726 und 1729 durchgeführt.

### Der weitere Betrieb
Ab 1729 erneuter Abbaubeginn mit Hilfe von Stollenschächten. Der östliche Teil des Bergwerks wurde später Alte Brautkammer genannt. Das Stollenmundloch lag direkt an der Emscher in der Nähe des Steinbruchs Knappenberg. Der westliche Teil war etwa ab der zweiten Hälfte des 18. Jahrhunderts in Betrieb. Dieser Bereich wurde Neue Brautkammer genannt und hatte mindestens drei Stollen, deren Mundlöcher an der Emscher lagen. Später wurden in diesem Bereich 11 Stollenschächte geteuft. Im Jahr 1757 wurde ein Gewerkenvertrag zum gemeinsamen Abbau der Alten Brautkammer und der Neuen Brautkammer geschlossen. Danach wurde das Bergwerk zunächst in Fristen erhalten. Ab dem Jahr 1770 wurde der Betrieb des Bergwerks zeitweise völlig eingestellt.
Ab dem Jahr 1786  wurden ein gemauerter Schacht und der Stollen aufgewältigt. Im selben Jahr erfolgte die Wiederinbetriebnahme der Zeche. Im Jahr 1888 wurde mit 15 Bergleuten Stollenbau und Unterwerksbau betrieben. Es wurde außerdem unterhalb der Sohle mittels Handschöpfung Kohle gewonnen. Ab dem Jahr 1802 wurde Unterwerksbau bis 60 Lachter flach und 10 Lachter seiger unter der Stollensohle betrieben. Zum Kurzhalten des zulaufenden Grubenwassers waren 24 kleinere Pumpen, sogenannte Wasserzieher, in Betrieb. Trotz dieser erheblichen finanziellen Anstrengungen gab es in dem Jahr nur einen Gewinn von 900 Reichstalern. Besitzer war der Kaufmann Feldmann aus Dortmund & Consorten. Im Jahr 1803 war die Zeche Brautkammer die größte Zeche im Dortmunder Stadtgebiet. Der Abbau erfolgte in einer Entfernung von 300 Lachtern ab Stollenmundloch in der Kreidemergelgrenze.
1805 wurde das Bergwerk erneut zeitweise in Fristen gestellt. Es wurde ein Notariatsvertrag zur Wiederinbetriebnahme geschlossen. Der Betrieb wurde jedoch nur eingeschränkt geführt. In diesem Jahr waren drei Stollen und ein alter Kohlenschacht auf dem Bergwerk vorhanden. Ein Jahr später wurde die stillgelegte Zeche Sümpfgen erworben. Am 5. Mai desselben Jahres wurde zusätzlich die Berechtsame von Pautz erworben. Im Jahr 1810 wurde der Abbau über der Stollensohle beendet. Ab dem Jahr 1811 wurde 40 Lachter unterhalb der Stollensohle Unterwerksbau betrieben. Das Stollenmundloch befindet sich an der Emscher nahe der Hoffmannschen Mühle. Die Berechtsame umfasste fünf halbsteile Flöze, es arbeiten 45 Bergleute auf der Zeche.

### Die letzten Jahre
Im Jahr 1812 wurde damit begonnen, einen Schacht durch den Mergel zu teufen. Im August desselben Jahres erreichte der Schacht eine Teufe von 14 ⅛ Lachtern. Ab dem darauf folgenden Jahr wollte man zum Tiefbau übergehen. Aus diesem Grund wurde ein Plan zur Aufstellung einer Wasserhaltungsdampfmaschine erstellt. Die Umsetzung des Planes wurde von der Zeche Am Busch verhindert. Im Jahr 1814 wurde der Antrag zum Übergang auf dem Tiefbau von der Bergbehörde abgelehnt. Dennoch wurde ein Versuchsschacht durch den 14,7 Meter mächtigen Mergel bis ins Karbon geteuft. Am 25. Mai 1815 erfolgte die Konsolidierung mit den Zechen Am Busch und Sonnenblick zur Zeche Friedrich Wilhelm.